# グリーンの教え
『グリーンの教え』（グリーンのおしえ）は、BS-TBSで2010年4月3日から2014年3月30日まで放送されたゴルフをテーマにしたインタビューの番組である。

## 概要
この番組では当初毎回ゲストが、ゴルフを通じてのそれぞれの人生観を、2代目司会である石川次郎が聞きだすという体裁である。
番組開始から第10回目（2010年6月5日）までは、ゴルフの名選手の名言・格言を紹介していたが、第11回目（2010年6月12日）からは省略され、一部出演者が交代した。2011年4月9日放送から司会が秋元康から石川次郎に代わり、放送時間が30分早まり、内容もリニューアルされた。2012年3月いっぱいで番組開始からスポンサーを務めてきたNTTドコモが降板し、複数の企業による提供を受けるようになったうえ、放送時間が短縮されたこともあって女性アシスタントがいなくなり、石川ひとりで番組を進行している。

## 放送時間
- 毎週土曜日23:00 - 23:30（2010年4月3日 - 2011年3月26日）
- 毎週土曜日22:30 - 23:00（2011年4月2日 - 10月1日）
- 毎週土曜日23:00 - 23:30（2011年10月8日 - 2012年3月31日）
- 毎週土曜日23:00 - 23:24（2012年4月7日 - 9月29日）
- 毎週土曜日23:00 - 23:25（2012年10月6日 - 2013年3月30日）
- 毎週日曜日12:30 - 12:55（2013年4月7日 - 2014年3月30日）

## 出演
- 司会…石川次郎（2011年4月9日より）
- ナレーション…岩井証夫（遅くとも2012年4月より）

### かつての出演者
☆はアシスタントを務めた人物
- 秋元康（初代司会）
- 加藤シルビア☆（TBSテレビアナウンサー、2010年6月5日まで）
- 岡田理江☆（2010年6月12日 - 2011年3月ごろ?）
- 龍田梨恵☆（2011年7月まで、一時期岡田と交代でアシスタントを務める）
- 絵美里☆（2011年7月30日 - 2012年3月31日）
- 窪田等（ナレーション担当、2010年6月5日まで）
- 田中秀幸（ナレーション担当、2010年6月12日 - ?）

## ゲストとその格言
1. 2010年4月3日…衣笠祥雄（野球評論家）「成功の確率を倍にしたければ、失敗の率も倍にすることだ」（トム・ワトソン）
2. 4月10日…福留功男（アナウンサー）「ゴルフは単純、ただ、それを知るまでは時間がかかる」（ベン・ホーガン）
3. 4月17日…柳本晶一（元バレーボール全日本女子監督）「不遇の時期こそ幸運な時期なのだ。私はこの灰色の時期を、自らに与えられた鍛錬の機会と信じていた。」（ジャック・ニクラス）
4. 4月24日…高橋英樹（俳優）
5. 5月1日…三浦雄一郎（プロスキーヤー）
6. 5月8日…見城徹（幻冬舎社長）
7. 5月15日…幸田真音（作家）
8. 5月22日…中野浩一（元競輪選手）
9. 5月29日…石川次郎（編集者）
10. 6月5日…北原照久（ブリキのおもちゃ博物館館長）
11. 6月12日…渡辺裕之（俳優）
12. 6月19日…佐藤康光
13. 6月26日…酒巻久（キヤノン電子社長）
14. 7月3日…柴俊夫（俳優）
15. 7月10日…寺田和正（サマンサタバサ代表取締役）
16. 7月17日…風間八左衛門（ツムラ顧問）
17. 7月24日…陳建一（赤坂四川飯店オーナーシェフ）
18. 7月31日…塚本勲（加賀電子会長）
19. 8月7日…北村晴男（弁護士）
20. 8月14日…諸星裕（桜美林大学大学院教授）

以降の出演者については外部リンクを参照のこと。

## 備考
当番組は、かつてBS-TBS開局当初から続いてきたNTTドコモ1社協賛の番組枠での放送だった。2009年9月までのドラマ路線を廃止し、ドキュメント番組『真冬の挑戦者〜バンクーバーへの道〜』、そして当番組とスポーツをテーマにした番組を放送した。この間に別の時間帯でドコモ一社提供の新作ドラマ『ケータイ刑事 銭形結』が制作・放送されたが、先述のとおり2012年3月末をもってドコモが当番組のスポンサーを降りたため、土曜夜11時台でのドラマ路線の再開の可能性はほぼなくなった。なお、ドコモ1社協賛の番組枠自体は、実質的に同年4月より月曜夜10時台の1時間枠に移動し、『謎解き!江戸のススメ』が放送されている。